# Son Bauçà de la Torre Redona
Son Bauçà de la Torre Redona (o Rodona) és un nucli urbà del municipi de Deià, Mallorca. Formen part d'aquest nucli les antigues possessions de Son Bauçà (amb la seva característica torre de vigilància circular del segle xvi) i Son Moranta, així com les cases Ca na Fidevera, Ca na Batle i Sa Casa Blanca. Està situat entre el nucli urbà de Deià i la possessió de Sa Pedrissa, vora la carretera que uneix la vila amb Palma passant per Valldemossa. El nucli havia d'acollir una de les estacions del projecte del Ferrocarril de Sóller elaborat l'any 1893.